# I Want to Go Home
I Want to Go Home is een Franse dramafilm uit 1989 onder regie van Alain Resnais.

## Verhaal
De Amerikaanse striptekenaar Joey Wellman bezoekt Parijs om er een tentoonstelling bij te wonen, waar onder meer zijn werk tentoon wordt gesteld. Hij wil er zijn dochter Elsie terugzien, die al twee jaar in Frankrijk studeert op de vlucht voor de Amerikaanse populaire cultuur. Zij beschouwt haar vader als een exponent ervan. Elsie zelf dweept met Franse literatuur en tracht in contact te komen met professor Chistian Gauthier, een expert in het oeuvre van Gustave Flaubert en een liefhebber van stripverhalen. De ontmoeting tussen vader en dochter verloopt stroef, maar Elsie wil haar vader dolgraag vergezellen tijdens een weekeindje in het buitenhuis van Isabelle, de moeder van professor Gauthier. Tijdens een gemaskerd bal denken alle deelnemers na over hun verleden en hun relaties.

## Rolverdeling
| Acteur            | Personage          |
| ----------------- | ------------------ |
| Adolph Green      | Joey Wellman       |
| Laura Benson      | Elsie Wellman      |
| Linda Lavin       | Lena Apthrop       |
| Gérard Depardieu  | Christian Gauthier |
| Micheline Presle  | Isabelle Gauthier  |
| John Ashton       | Harry Dempsey      |
| Geraldine Chaplin | Terry Amstrong     |